# BC Tsmoki-Minsk
El BC Tsmoki-Minsk es un equipo de baloncesto bielorruso con sede en Minsk, que juega en la Premier League de Bielorrusia (baloncesto), en la VTB United League y en la tercera competición europea, la FIBA European Cup. Disputa sus partidos en el Minsk Arena, con capacidad para 15 000 espectadores.

## Nombres
BC Minsk-2006
2006–2012
BC Tsmoki-Minsk
2012–presente

## Temporada a temporada
| Temporada | Nivel | Liga           | Pos.              | Copa de Bielorrusia | Competiciones regionales | Competiciones regionales | Competiciones regionales | Competiciones europeas | Competiciones europeas | Competiciones europeas |
| --------- | ----- | -------------- | ----------------- | ------------------- | ------------------------ | ------------------------ | ------------------------ | ---------------------- | ---------------------- | ---------------------- |
| 2006–07   | 1     | Premier League | 4º                |                     |                          |                          |                          |                        |                        |                        |
| 2007–08   | 1     | Premier League | 3º                | Tercer puesto       |                          |                          |                          |                        |                        |                        |
| 2008–09   | 1     | Premier League | 1º                | Campeón             |                          |                          |                          |                        |                        |                        |
| 2009–10   | 1     | Premier League | 1º                | Campeón             |                          |                          |                          | 3 EuroChallenge        | RS                     | 2–4                    |
| 2010–11   | 1     | Premier League | 1º                | Campeón             | VTB United League        | RS                       | 4–6                      | 3 EuroChallenge        | QR                     | 0–1–1                  |
| 2011–12   | 1     | Premier League | 1º                | Campeón             | VTB United League        | RS                       | 1–15                     | 3 EuroChallenge        | RS                     | 3–3                    |
| 2012–13   | 1     | Premier League | 1º                | Campeón             | VTB United League        | RS                       | 3–15                     | 3 EuroChallenge        | T16                    | 5–7                    |
| 2013–14   | 1     | Premier League | 1º                | Campeón             | VTB United League        | RS                       | 4–14                     | 3 EuroChallenge        | QF                     | 8–6                    |
| 2014–15   | 1     | Premier League | 1º                | Campeón             | VTB United League        | 15th                     | 7–23                     | 3 EuroChallenge        | RS                     | 2–4                    |
| 2015–16   | 1     | Premier League | 1º                | Campeón             | VTB United League        | 12th                     | 9–21                     | 3 FIBA Europe Cup      | R32                    | 8–4                    |
| 2016–17   | 1     | Premier League | 1º                | Campeón             | VTB United League        | 12th                     | 5–19                     | 3 Champions League     | QR2                    | 2–2                    |
| 2016–17   | 1     | Premier League | 1º                | Campeón             | VTB United League        | 12th                     | 5–19                     | 4 FIBA Europe Cup      | R2                     | 8–4                    |
| 2017–18   | 1     | Premier League | 1º                | Campeón             | VTB United League        | 9th                      | 8–16                     | 3 Champions League     | QR3                    | 2–1–1                  |
| 2017–18   | 1     | Premier League | 1º                | Campeón             | VTB United League        | 9th                      | 8–16                     | 4 FIBA Europe Cup      | R16                    | 7–1–6                  |
| 2018–19   | 1     | Premier League |                   |                     | VTB United League        |                          |                          | 3 Champions League     | QR1                    | 1–1                    |
| 2018–19   | 1     | Premier League | 4 FIBA Europe Cup | RS                  | VTB United League        | 3–3                      |                          |                        |                        |                        |

## Palmarés
- Liga de Bielorrusia (13):

2009, 2010, 2011, 2012, 2013, 2014, 2015, 2016, 2017, 2018, 2019, 2020, 2021
- Copa de Bielorrusia (11):

2009, 2010, 2011, 2012, 2013, 2014, 2015, 2016, 2017, 2018, 2019

## Jugadores destacados
| - Vidas Ginevičius - Ivan Maras - Shawn King - Ater Majok - Keith Benson - Tyrone Brazelton - Stephen Briggs - Stanley Burrell - Scott Christopherson - Reger Dowell - John Edwards - Courtney Eldridge | - Rashaun Freeman - Alex Gordon - Larry Hall - DeVon Hardin - Demonte Harper - J.R.Harrison - Justin Hawkins - Vincent Hunter - Justin Knox - Jonathan Kreft - Bobby Maze - Jason McCoy | - Tywain McKee - Nigel Munson - JaJuan Smith - Jason Washburn - Branko Mirkovic - Carlos Hurt - Dante Stiggers - Melvin Sanders - Perry Petty - Julius Hodge |